# Иваньчув, Мариан
Марьян Иванцив (пол. Marian Iwańciów; 4 февраля 1906, Золочев — 14 марта 1971, Замосць) — польский художник и график.

## Биография
Его отец, Филипп Иванцив, женился на Станилаве-Марии Сеправской. Марьян был их первенцем. Он окончил факультет изобразительного искусства в Университете Стефана Батория в Вильнюсе и получил степень художника в 1934 году. После Второй мировой войны он учился в Университете им. Коперника в Торуне в течение года. Его работы были выставлены на ежегодных выставках на факультете изобразительного искусства в Университете Стефана Батория в 1933, 1934, 1935 годах. В 1939 году его гравюры (вместе с трудами других выдающихся художников) были выставлены на польской выставке военной графики, которая проходила в Познани. Его эскизы и картины были выставлены на индивидуальной выставке год назад. Некоторые его индивидуальные выставки проходили во Вроцлаве (1953), Люблине (1960, 1963, 1964) и в Замостье (1963, 1964, 1966). Его поездки (в основном во Франции, Румынии и Югославии) обеспечили создание набора акварелей, картин, выполненных масляными и пастельными красками (60-е годы). В то время они были выставлены в индивидуальной экспозиции с названием "Заметки из путешествий".
Он был призван на военную службу в начале Второй мировой войны.  В 1939 году он был арестован и заключен на острове Соловки. Он провел два месяца в лагере ГУЛАГ на Соловках. А вернулся он в Вильнюс, так как его уволили и тюрьму закрыли в связи с войной. Здания тюрьмы были преобразованы во флотские склады. Он работал учителем в средней школе в Вильно в 21 июня 1941 года. В 1944 году он перебрался в Тракай, где и поселился. Политическая ситуация в Литовской Социалистической Республике заставила его переехать в Польшу. Он жил в Нижней Силезии, а затем в Замостье с 1953 года. Кроме рисования он занимался преподаванием. Он работал в Государственном Лицее Изобразительного искусства. Он также управлял им с 1965 по 1969 г. Он был одним из основоположников местного союза художников.
Марьян Иванцив был выдающимся художником в округе Замостье в 1960-х годах. Он не принадлежал ни к одной политической партии. Был награжден Золотым Крестом Заслуги за свои творческие достижения.